# نجد ابو علي (بعدان)

تعديل مصدري - تعديل

نجد أبو علي محلة تابعة لقرية ذي نشم، التابعة لعزلة الحرث بمديرية بعدان إحدى مديريات محافظة إب في الجمهورية اليمنية، بلغ تعداد سكانها 37 حسب تعداد اليمن لعام 2004.